# ليدا فورهيس
ليدا فورهيس (بالإنجليزية: Lida Voorhees)‏ مواليد 3 يوليو 1864 في نيوجيرسي، الولايات المتحدة، كانت لاعبة كرة مضرب أمريكية. وصلت إلى نهائي البطولة الأمريكية سنة 1889 لكنها خسرته.

## النهائيات

### الفردي

#### الوصافة (1)
| السنة | البطولة           | المنافس       | النتيجة  |
| 1889  | البطولة الأمريكية | بيرثا تاونسند | 5–7, 2–6 |